# Triángulo de Bézier

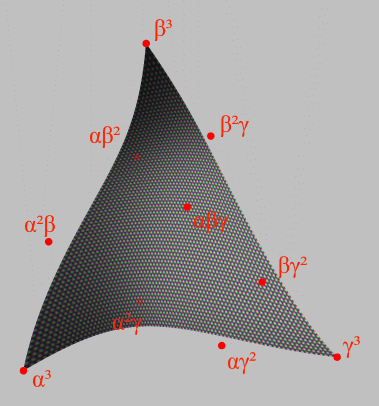
Un ejemplo de triángulo de Bézier con los puntos de control marcados

Un triángulo de Bézier es un tipo especial de superficie de Bézier, que se crea mediante interpolación (lineal, cuadrática, cúbica o de grado superior) a partir de un conjunto de puntos de control.

## Triángulo de Bézier de ordenn
Un triángulo de Bézier general de nésimo orden tiene (n +1)(n + 2)/2 puntos de control αiβjγk, donde i, j, k son números enteros no negativos tales que i + j + k = n. La superficie se define entonces como
{\displaystyle (\alpha s+\beta t+\gamma u)^{n}=\sum _{\begin{smallmatrix}i+j+k\,=\,n\\i,j,k\,\geq \,0\end{smallmatrix}}{n \choose i\ j\ k}s^{i}t^{j}u^{k}\alpha ^{i}\beta ^{j}\gamma ^{k}=\sum _{\begin{smallmatrix}i+j+k\,=\,n\\i,j,k\,\geq \,0\end{smallmatrix}}{\frac {n!}{i!j!k!}}s^{i}t^{j}u^{k}\alpha ^{i}\beta ^{j}\gamma ^{k}}
para todos los números reales no negativos s + t + u = 1.
Con orden lineal ({\textstyle n=1}), el triángulo de Bézier resultante es en realidad un triángulo plano regular, con los vértices del triángulo iguales a los tres puntos de control. Un triángulo de Bézier cuadrático ({\textstyle n=2}) presenta 6 puntos de control, todos ubicados en los bordes. El triángulo de Bézier cúbico ({\textstyle n=3}) está definido por 10 puntos de control y es el triángulo de Bézier de orden más bajo que tiene un punto de control interno, no ubicado en los bordes. En todos los casos, las aristas del triángulo serán curvas de Bézier del mismo grado.

## Triángulo cúbico de Bézier
Un triángulo cúbico de Bézier es un superficie definida por la ecuación
{\displaystyle {\begin{aligned}p(s,t,u)=(\alpha s+\beta t+\gamma u)^{3}=\;&\beta ^{3}\,t^{3}+3\,\alpha \beta ^{2}\,st^{2}+3\,\beta ^{2}\gamma \,t^{2}u\;+\\&3\,\alpha ^{2}\beta \,s^{2}t+6\,\alpha \beta \gamma \,stu+3\,\beta \gamma ^{2}\,tu^{2}\,+\\&\alpha ^{3}\,s^{3}+3\,\alpha ^{2}\gamma \,s^{2}u+3\,\alpha \gamma ^{2}\,su^{2}+\gamma ^{3}\,u^{3}\end{aligned}}}
donde α3, β3, γ3, α2β, αβ2, β2γ, βγ2, αγ2, α2γ y αβγ son los puntos de control del triángulo y s, t, u (con 0 ≤ ' 's, t, u ≤ 1 y s + t + u = 1) son los barycentric coordinates dentro del triángulo.
Alternativamente, un triángulo cúbico de Bézier se puede expresar con una formulación más generalizada como
{\displaystyle {\begin{aligned}p(s,t,u)&=\sum _{\begin{smallmatrix}i+j+k\,=\,3\\i,j,k\,\geq \,0\end{smallmatrix}}{3 \choose i\ j\ k}s^{i}t^{j}u^{k}\alpha ^{i}\beta ^{j}\gamma ^{k}=\sum _{\begin{smallmatrix}i+j+k\,=\,3\\i,j,k\,\geq \,0\end{smallmatrix}}{\frac {6}{i!j!k!}}s^{i}t^{j}u^{k}\alpha ^{i}\beta ^{j}\gamma ^{k}\end{aligned}}}
de conformidad con la formulación del triángulo de Bézier de orden n.
Las esquinas del triángulo son los puntos α3, β3 y γ3. Los bordes del triángulo son en sí mismos curvas de Bézier, con los mismos puntos de control que el triángulo de Bézier.
Al eliminar el término γu, se obtiene una curva de Bézier regular. Además, aunque no es muy útil para mostrarse en la pantalla plana de una computadora, al agregar términos adicionales, se obtiene un tetraedro de Bézier o politopo de Bézier.
Debido a la naturaleza de la ecuación, todo el triángulo estará contenido dentro del volumen rodeado por los puntos de control, y las transformaciones afines de los puntos de control transformarán correctamente todo el triángulo de la misma manera.

### Redución a la mitad de un triángulo de Bézier cúbico
Una ventaja de los triángulos de Bézier en gráficos por computadora es que dividir el triángulo de Bézier en dos triángulos de Bézier separados solo requiere suma y división por dos, en lugar de la aritmética de coma flotante. Esto significa que, si bien los triángulos de Bézier son suaves, se pueden aproximar fácilmente utilizando triángulos regulares dividiendo recursivamente el triángulo en dos hasta que los triángulos resultantes se consideren lo suficientemente pequeños.
A continuación se calculan los nuevos puntos de control para la mitad del triángulo de Bézier completo, con la esquina α3 (una esquina a mitad de camino en la curva de Bézier entre α3 y β3), y la tercera esquina γ3.
{\displaystyle {\begin{pmatrix}{\boldsymbol {\alpha ^{3}}}{'}\\{\boldsymbol {\alpha ^{2}\beta }}{'}\\{\boldsymbol {\alpha \beta ^{2}}}{'}\\{\boldsymbol {\beta ^{3}}}{'}\\{\boldsymbol {\alpha ^{2}\gamma }}{'}\\{\boldsymbol {\alpha \beta \gamma }}{'}\\{\boldsymbol {\beta ^{2}\gamma }}{'}\\{\boldsymbol {\alpha \gamma ^{2}}}{'}\\{\boldsymbol {\beta \gamma ^{2}}}{'}\\{\boldsymbol {\gamma ^{3}}}{'}\end{pmatrix}}={\begin{pmatrix}1&0&0&0&0&0&0&0&0&0\\{1 \over 2}&{1 \over 2}&0&0&0&0&0&0&0&0\\{1 \over 4}&{2 \over 4}&{1 \over 4}&0&0&0&0&0&0&0\\{1 \over 8}&{3 \over 8}&{3 \over 8}&{1 \over 8}&0&0&0&0&0&0\\0&0&0&0&1&0&0&0&0&0\\0&0&0&0&{1 \over 2}&{1 \over 2}&0&0&0&0\\0&0&0&0&{1 \over 4}&{2 \over 4}&{1 \over 4}&0&0&0\\0&0&0&0&0&0&0&1&0&0\\0&0&0&0&0&0&0&{1 \over 2}&{1 \over 2}&0\\0&0&0&0&0&0&0&0&0&1\end{pmatrix}}\cdot {\begin{pmatrix}{\boldsymbol {\alpha ^{3}}}\\{\boldsymbol {\alpha ^{2}\beta }}\\{\boldsymbol {\alpha \beta ^{2}}}\\{\boldsymbol {\beta ^{3}}}\\{\boldsymbol {\alpha ^{2}\gamma }}\\{\boldsymbol {\alpha \beta \gamma }}\\{\boldsymbol {\beta ^{2}\gamma }}\\{\boldsymbol {\alpha \gamma ^{2}}}\\{\boldsymbol {\beta \gamma ^{2}}}\\{\boldsymbol {\gamma ^{3}}}\end{pmatrix}}}
de manera equivalente, usando solo la suma y la división por dos,
| {\displaystyle {\begin{matrix}&&\beta ^{3}:=(\alpha \beta ^{2}+\beta ^{3})/2\\&\alpha \beta ^{2}:=(\alpha ^{2}\beta +\alpha \beta ^{2})/2&\beta ^{3}:=(\alpha \beta ^{2}+\beta ^{3})/2\\\alpha ^{2}\beta :=(\alpha ^{3}+\alpha ^{2}\beta )/2&\alpha \beta ^{2}:=(\alpha ^{2}\beta +\alpha \beta ^{2})/2&\beta ^{3}:=(\alpha \beta ^{2}+\beta ^{3})/2\\\end{matrix}}} |
| {\displaystyle {\begin{matrix}&\beta ^{2}\gamma :=(\alpha \beta \gamma +\beta ^{2}\gamma )/2\\\alpha \beta \gamma :=(\alpha ^{2}\gamma +\alpha \beta \gamma )/2&\beta ^{2}\gamma :=(\alpha \beta \gamma +\beta ^{2}\gamma )/2\\\end{matrix}}} |
| {\displaystyle \beta \gamma ^{2}:=(\alpha \gamma ^{2}+\beta \gamma ^{2})/2} |
donde := significa reemplazar el vector de la izquierda por el vector de la derecha.
Téngase en cuenta que dividir por la mitad un triángulo de Bézier es similar a dividir por la mitad las curvas de Bézier de todos los órdenes hasta el orden del triángulo de Bézier.